# Paul Braendli
Paul Braendli, švicarski uradnik, * 1930.
Med 1. majem 1985 in 31. decembrom 1995 je bil predsednik Evropske patentne organizacije.

## Odlikovanja in nagrade
Leta 1997 je prejel častni znak svobode Republike Slovenije z naslednjo utemeljitvijo: »za zasluge pri sodelovanju Evropske patentne organizacije z Republiko Slovenijo in za vključevanje Slovenije v mednarodne organizacije ter za vsa druga dejanja v njeno dobro«.